# Risoba malagasy
Risoba malagasy är en fjärilsart som beskrevs av Pierre E.L. Viette 1965. Risoba malagasy ingår i släktet Risoba och familjen trågspinnare. Inga underarter finns listade.